# Apogonia blanchardi
Apogonia blanchardi är en skalbaggsart som beskrevs av Conrad Ritsema 1898. Apogonia blanchardi ingår i släktet Apogonia och familjen Melolonthidae. Inga underarter finns listade i Catalogue of Life.